# Tomás Maceo
José Tomás Maceo Grajales (Oriente, Cuba Española, 21 de diciembre de 1857-Santiago de Cuba, Cuba, 21 de enero de 1917). Teniente Coronel del Ejército Libertador de Cuba durante la Guerra de los Diez Años (1868-1878). Hermano menor de los generales Antonio Maceo, José Maceo y Rafael Maceo, así como del también Teniente coronel Miguel Maceo. Hermano mayor del Teniente Marcos Maceo (hijo) y del Sargento Julio Maceo. Medio hermano, por línea materna, de los capitanes Justo Regüeiferos, Felipe Regüeiferos, Fermín Regüeiferos y Manuel Regüeiferos. A excepción de su hermano pequeño Marcos, todos sus hermanos y su padre murieron en la lucha contra el colonialismo español.

## Orígenes
José Tomás Maceo Grajales nació el 21 de diciembre de 1857 en Oriente, Cuba. Educado, como el resto de sus hermanos, en fuertes principios cristianos y patrióticos. Al estallar la Guerra de los Diez Años en 1868, con solamente once años, pasa a ser mensajero del Ejército Libertador de Cuba, al que se unió toda su familia, es decir, sus padres y sus trece hermanos.

## Guerra de los Diez Años
Marchó a las montañas junto a su madre y hermanos pequeños, tras la partida del padre y los hermanos mayores, en octubre de 1868. Hacia finales de diciembre de 1875, combatió bajo el mando de su hermano mayor, el entonces Brigadier Antonio Maceo, en Yabazón Abajo y, posteriormente, en el asalto a Sabanilla, el 23 de diciembre de ese mismo año.
Combatió en La Anguila, el 14 de febrero de 1877. Peleó en Mangos de Mejías, en agosto de 1877, en donde fue gravemente herido su hermano Antonio, quien logró sobrevivir, a pesar de la gravedad de sus siete heridas de bala.
Posteriormente, fue herido en el combate de Pinar Redondo. Estando convaleciente por las heridas recibidas, no pudo participar junto a sus hermanos y otros destacados oficiales cubanos en la Protesta de Baraguá, el 15 de marzo de 1878.

## El exilio
Tiempo después, ya en el exilio, se reunió con su familia en la colonia británica de Jamaica. Allí, se casó con Emilia Núñez, con quien tuvo varios hijos. Apoyó a su hermano Antonio en su tentativa infructuosa por unirse a la Guerra Chiquita (1879-1880). A mediados de 1892 emigró a Costa Rica para trabajar junto a sus hermanos en el cantón de Nicoya. Tomás y su hermano Marcos se qedaron en Costa Rica, al cuidado de toda la familia Maceo, durante la Guerra Necesaria (1895-1898). Desde allí colaboró indirectamente con la causa independentista cubana.

## Últimos años y muerte
Al finalizar la Guerra Necesaria regresó a la casa familiar de la calle "Providencia", número 16, en Santiago de Cuba. En enero de 1907, recuperó el título de propiedad de la casa. Representó a los Maceo en las actividades patrióticas de su ciudad hasta su muerte en 1917.
El 21 de enero de 1917 falleció en su residencia de Santiago de Cuba. Fue sepultado con honores militares y el homenaje del pueblo en el cementerio de Santa Ifigenia.